# محرك غازي

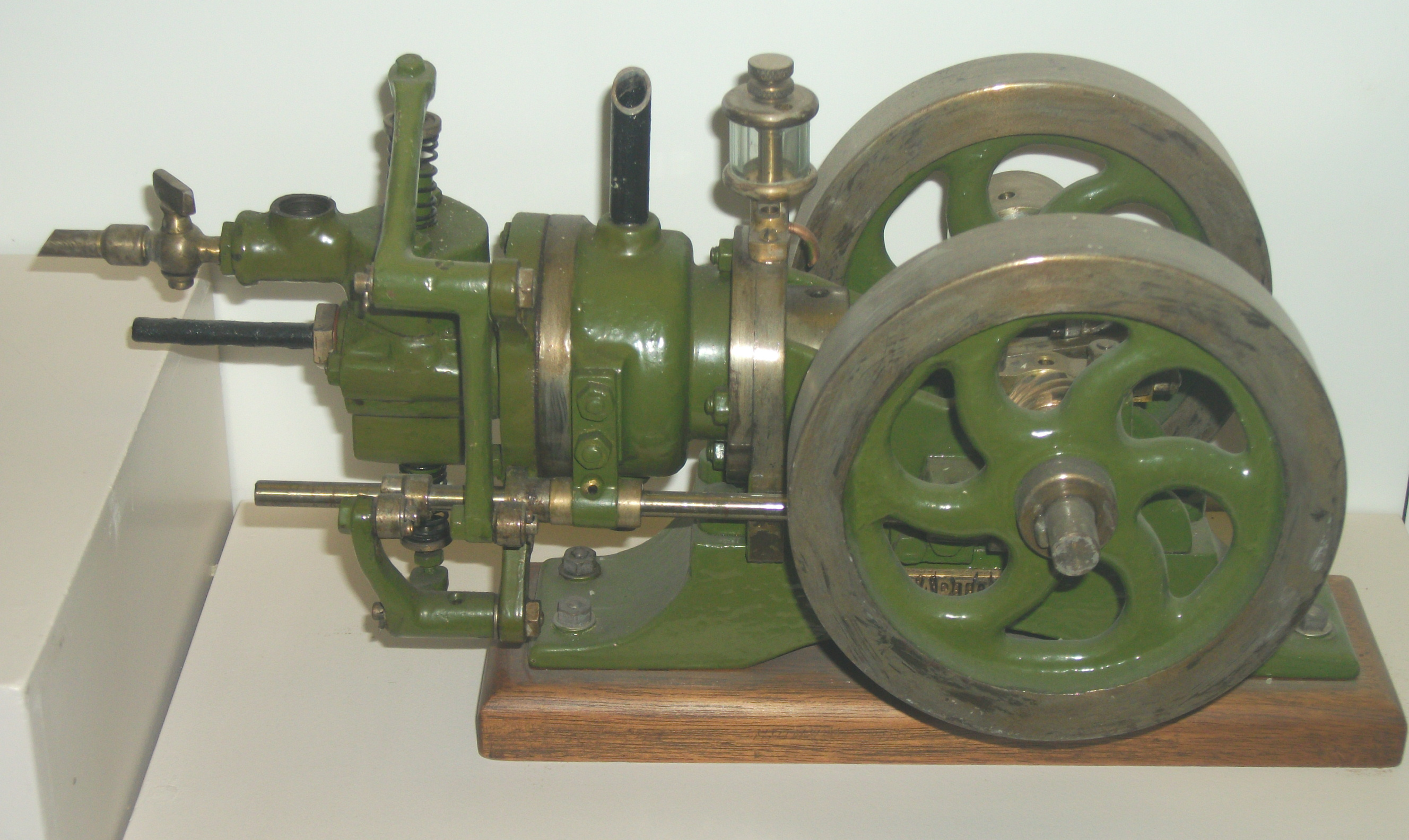
نموذج لمحرك هارتوب الغازي النوع اس.

المحرك الغازي هو محرك احتراق داخلي يعمل بوقود غازي، مثل غاز الفحم وغاز المولد ‏ والغاز الحيوي وغاز مكب النفايات (غاز الميثان) أوالغاز الطبيعي.

لا يُعتبر اسم المحرك مبهماً في المملكة المتحدة، بينما في الولايات المتحدة قد يُطلق عليه «المحرك ذو الوقود الغازي» أو «محرك الغاز الطبيعي» أو «محرك الإشعال بالشرارة»، وذلك نتيجة انتشار استخدام لفظ «غاز» هناك كاختصارللجازولين (البنزين).
يشير مصطلح المحرك الغازي بشكل عام إلى المحرك الصناعي ذو الأحمال التشغيلية الثقيلة القادر على العمل بشكل مستمر عند الحمل الكامل لفترات تقترب من 8760 ساعة في السنة، على عكس محرك البنزين للسيارات، الخفيف الوزن والذي يدور بسرعة مرتفعة ولا تتجاوز فترة عمله عادة أكثر من 4000 ساعة في عمره التشغيلي.
تتراوحقدرة المحرك الغازي من 13 حصان (10 كيلو وات) إلى 5364حصان (4000 كيلو وات).

## التاريخ

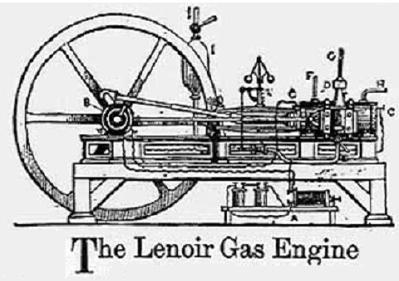
محرك لينوار الغازي، عام 1860.

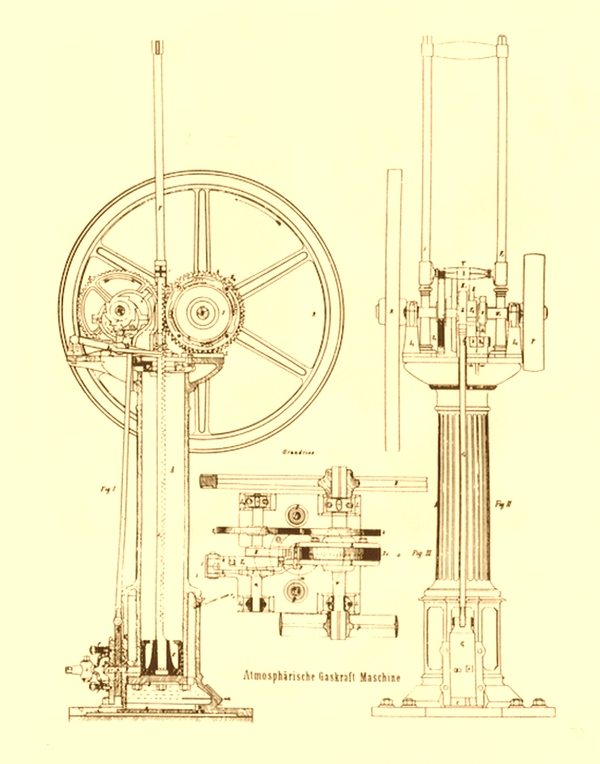
محرك أوتو ولانجن الغازي، عام 1867.

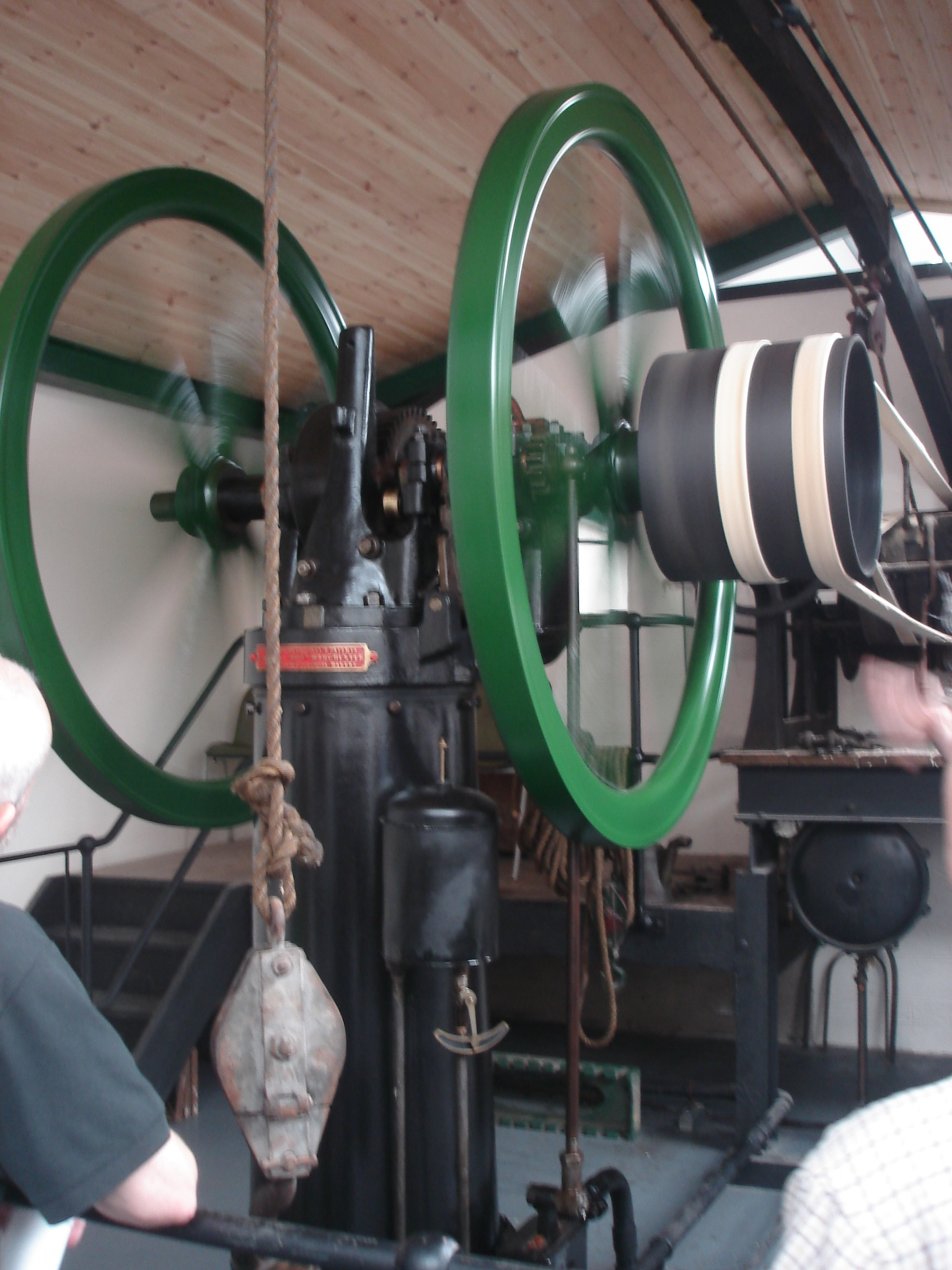
محرك ضغط جوي (يتحرك المكبس في الأسطوانة بواسطة الضغط الجوي) طراز كروسلي، يعمل بالغاز وقدرته الفرملية 3 حصان. يظهر في الصورة يعمل في متحف محرك أنسون.

### لينوار
كان هناك العديد من التجارب المتعلقة بالمحرك الغازي في القرن التاسع عشر، لكن أول محرك احتراق داخلي عملي يعمل بالغاز صُنع بواسطة إتيان لينوار في عام 1860.
عاني محرك لينوار منالقدرة المنخفضة والاستهلاك المرتفع للوقود. 

### أوتو ولانجن
استُكمل عمل لينوار وحُسِنَ بواسطة المهندس الألماني نيكولاس أوجست أوتو، الذي اخترع لاحقاَ أول محرك رباعي الأشواط يحرق الوقود بكفاءة في غرفةمكبسية. تقابلأوتو مع يوجين لانجين في أغسطس 1864، الذي لاحظ نتيجة خبرته الفنية إمكانية تطوير أعمال أوتو لشئ في المستقبل، وبعد مرور شهر على هذا الاجتماع، أسس أول مصنع محركات في العالم في كولونيا، وأسماه إن ايه أوتو وسي أي إي.
سجل أوتو براءة اختراع تصميمه المطور في عام 1867، ومُنِحَ الجائزة الكبرى في معرض باريس العالمي في نفس العام.
كان محرك الضغط الجوي هذا يعمل بسحب خليط من الغاز والهواء إلى داخل أسطوانة رأسية، وعندما يرتفع المكبس لمسافة 8 بوصة تقريباً يُشعل خليط الغاز والهواء بواسطة شعلة صغيرة تحترق في الخارج، فتدفعالمكبس (الذي يكون متصل بجريدة مسننة) إلى أعلى محدثة بذلك ضغط فراغ جزئي أسفله.
لا يُبذل أيشغل فيشوط صعود المكبس. يُبذل الشغل حين يهبط المكبس والجريدة المسننة تحت تأثير الضغط الجوي ووزنهما، فيديران عمود الدوران الرئيسي والحدافات أثناء هبوطهما.
تميز هذا المحرك عن المحرك البخاري الموجود أنذاك، بإمكانية تشغيله وغلقه عند الحاجة، مما جعله مناسب جداً للعمل المتقطع مثل تحميل وتفريغ البوارج.

### محرك رباعي الشوط
استُبدل محرك الضغط الجوي الغازي بمحرك أوتو رباعي الأشواط. كان التحول إلىالمحركات رباعية الأشواط سريعاً بشكل ملحوظ، مع صناعة آخر محركات الضغط الجوي في عام 1877.
ظهرت بعد ذلك محركات الوقود السائل واستخدمت الديزل (في عام 1898 تقريباً) أو البنزين (في عام 1900 تقريباً).

### كروسلي
تُعتبر شركة كروسلي في مانشستر أشهر صانع للمحركات الغازية في المملكة المتحدة. حصلت الشركة على حقوق براءات اختراع أوتو ولانجين لمحرك الضغط الجوي الغازي الجديد في المملكة المتحدة والعالم (ماعدا ألمانيا) في عام 1869.

حصلت الشركة أيضاً على حقوق محرك أوتو رباعي الأشواط الأكثر كفاءة في عام 1876.

### تانجي
كان هناك شركات أخرى في منطقة مانشستر. باعت شركة ريتشارد تانجي ‏ المتحدة في سميثويك بالقرب من برمنجهام، أول محرك غازي لها ثنائي الشوط وقدرته 1 حصان في عام 1881.
بدأت الشركة تصنيع محرك غازي رباعي الأشواط في عام 1890.

### المحركات المحفوظة
يضم متحف محرك أنسون في بوينتون،  بالقرب من ستوكبورت في إنجلترا، مجموعة منالمحركات تشمل عدة محركات غازية تعمل، من ضمنها أكبر محرك ضغط جوي صنعته كروسلي.

## الشركات المصنعة الحالية
تضم قائمة صانعي المحركات الغازية كل من الشركات التالية:
- هيونداي للصناعات الثقيلة
- رولز رويس معبيرجن البحرية
- كاواساكي للصناعات الثقيلة
- مجموعة ليبهير
- إم تي يو فريدرتشافن  [لغات أخرى]‏
- جي إي جينباتشر
- كاتربيلر
- محركات بيركنز  [لغات أخرى]‏
- إم دبليو إم المحدودة
- كامنز
- فرتسيلا
- محركات كيشا  [لغات أخرى]‏
- مجموعة راند رديسر
- دوتز ايه جي  [لغات أخرى]‏
- إم تي يو
- إم ايه إن
- فيربنكس مورس
- دوسان
- يانمار

تراوحتقدرة المحركات من 10 كيلو وات (13 حصان) (استُخدمت تلك فيالتوليد المشترك للحرارة والقدرة) إلى 18 ميجاوات (24000 حصان).
تُعتبر المحركات الغازية الحديثة مرتفعة السرعة منافس قوي للتربينات الغازية حتى قدرة 50 ميجا وات (67000حصان)، وذلك اعتماداً على الظروف، وتُعتبر أفضل هذه المحركات أقل استهلاكاً للوقود منالتربينات الغازية.
تستخدم كل من رولز رويس مع محركات بيرجرن وكاتربيلر والعديد من المصنعين الأخرين، حاوية محرك ديزل وعمود مرفق كأساس لمنتجاتهم.
جي إي جينباتشر وكيشا هما الشركتان الوحيدتان اللتان تُصمم محركاتهما وتُخصص للغاز وحده.

## التطبيقات

### التطبيقات الثابتة
تكون التطبيقات النموذجيةأنظمة حمل أساسي أو أنظمة توليد طاقة تعمل لساعات طويلة، وتشمل التوليد المشترك للحرارة والطاقة (حيث قد تُستخدم الحرارة المفقودة من المحرك لتدفئة المهضمات (حاويات تحتوي على مواد يتم معالجتها وتحليلها إلى مواد أخرى بالحرارة)).
نادراً ما تُستخدم المحركات الغازية للتطبيقات الاحتياطية، بينما تُستخدم محركات الديزل لذلك.

أحد الاستثناءات هو مولد الطوارئ الصغير (قدرته أقل من 150 كيلو وات) الذي تستخدمه دائماً المزارع والمتاحف والشركات الصغيرة والمساكن. تكون هذه المولدات متصلة بمصدرغاز طبيعي من المرافق العامة أو غاز البروبان من خزانات، ويُمكن ضبط المولدات بحيث تعمل عقب انقطاع الطاقة.

### المواصلات
يتزايد وجود محركات الغاز الطبيعي (الغاز الطبيعي المسال) في الاستخدامات البحرية، حيث يتوافق المحرك ذو الاحتراق النظيف مع شروط الانبعاث الجديدة بدون أي معالجة إضافية للوقود أو أنظمة تنظيفللعادم.
يتزايد أيضاً استخدام المحركات التي تعمل على الغاز الطبيعي المضغوط في قطاعالحافلات، ومن ضمن المستخدمين في المملكة المتحدة حافلات ريدينج ‏.

يدعم تحالف الحافلة الغازية استخدام الحافلات الغازية، ومن ضمن الصانعين سكانيا ايه بي.

## استخدام غاز الميثان أو البروبان
صُممت أو عُدلت العديد من المحركات الصناعية لاستخدام الغاز الطبيعي (الميثان)، والذي عُرف بكونه وقود نظيف واقتصادي ومتوفر بسهولة.
تُنتج محركات الغاز تلوث هيدروكربوني أقل تعقيداً، بالرغم من أن انبعاث الكربون لم يختلف كثيراً، كما أنها تتعرض لمشاكل داخلية أقل.
يُعتبر محرك الغاز النفطي المسال (البروبان) المستخدم في العديد من الرافعات الشوكية، أحد الأمثلة.
يتطلب في الولايات المتحدة التحديد الصريح بأن المحرك محرك غاز طبيعي، وذلك لشيوع استخدام لفظ «غاز» هناك إشارةللجازولين (هناك أيضاً ما يُسمى الجازولين الطبيعي لكن هذا المصطلح نادراً ما يُلاحظ خارج صناعة التكرير).

## تفاصيل تقنية
يختلف المحرك الغازي عن محرك البنزين في طريقة خلط الوقود والهواء. يستخدم محرك البنزينمكربن أوحقن الوقود، لكن المحرك الغازي يستخدم دائماً نظام فينشوري لحقن الغاز في تدفق الهواء.
استخدمت المحركات الغازية المبكرة نظام ثلاثي الصمام، مع صمامات دخول منفصلة للهواء والوقود.
تُعتبر صمامات العادم هي نقطة ضعف المحرك الغازي مقارنة بمحرك الديزل، وحيث أن غازات عادم المحرك الغازي تكون أكثر سخونة مقارنةبمحرك الديزل عند قدرة ما، فإن ذلك يحد من القدرة الناتجة من المحرك الغازي، ولهذا السبب يكونلمحرك الديزل قدرة أكبر من محرك غازي له نفس حجم حاوية المحرك.
تصنف محركات الديزل بشكل عام إلى ثلاثة تصنيفات: احتياطية وأولية ومستمرة (في المملكة المتحدة تكون التصنيفات كالتالي: تصنيف 1 ساعة، تصنيف 12 ساعة وتصنيف مستمر)، بينما يكون للمحرك الغازي تصنيف واحد فقط وهو التصنيف المستمر، والذي يكون أقل من التصنيف المستمرلمحرك الديزل.

## اتزان الطاقة

### الكفاءة الحرارية
تتراوح الكفاءة الحرارية للمحركات التي تعمل بالغاز الطبيعي بين 35-45% (بناءاً على القيمة الحرارية المنخفضة)، ويمكن أن تحقق أفضل المحركات كفاءة أعلى قليلاً من 48% (بناءاً على القيمة الحرارية المنخفضة).
تكون هذه المحركات عادة محركات متوسطة السرعة مثل محركات بيرجرين، وتظهر بعض طاقة الوقود على شكل طاقة ميكانيكية ناتجة على عمود الدوران، بينما تُعتبر الطاقة المتبقية طاقة ضائعة.
تكون المحركات الكبيرة أكثر كفاءة من المحركات الصغيرة. تكون كفاءة المحركات الغازية التي تعمل على الغاز الحيوي أقل قليلاً (بمقدار 1-2% تقريباً)، كما يقللغاز الاصطناع الكفاءة أيضاً.
يُعتبر محرك جيه 624  محرك شركة جي إي جينباتشر الحالي، أول محرك غازي ذو 24أسطوانة في العالم مرتفع الكفاءة ويعمل بالميثان.
عند اعتبارالكفاءة الحرارية للمحرك، يجب الأخذ في الاعتبار إن كانت معتمدة على القيمة الحرارية المنخفضة أم القيمة الحرارية المرتفعة للغاز.
يذكر مصنعي المحركات الكفاءات عادة اعتماداً على القيمة الحرارية المنخفضة للغاز، وتُعرف الكفاءة حينها بأنها الكفاءة بعد خصم الطاقة اللازمة لتبخير بخار الماء الموجود في الغاز.
تستخدم شبكات توزيع الغاز القيمة الحرارية المرتفعة للغاز (طاقة الغاز كاملة). يُمكن القول أنكفاءة محرك محسوبة بناءاً على القيمة الحرارية العليا للغاز، تساوي 44%، بينما كفاءة نفس المحرك المحسوبة بناءاً على القيمة الحرارية السفلى للغاز تساوي 39.6%.
من المهم أيضاً التأكد بأن مقارناتالكفاءة تكون على أسس متشابهة، على سبيل المثال، يستخدم بعض الصانعين مضخات مُدارة ميكانيكياً بينما يستخدم آخرون مضخات مشغلة بالكهرباء لضخ مياه تبريد المحرك، وقد يُهمل أحياناً الاستخدام الكهربائي فتظهر الكفاءة مرتفعة مقارنة بالمحركات ذات المضخات المشغلة ميكانيكياً.

### الإنتاج المشترك للطاقة والحرارة
يُمكن استخدام الحرارة المطرودة من المحرك في تدفئة المباني أو عمليات التسخين. تنتج نصفالحرارة المفقودة من المحرك (من غلاف المحرك ومبرد الزيت ودوائر المبرد اللاحق) كمياه ساخنة تصل درجة حرارتها إلى 110 درجة مئوية، بينما تنتجالحرارة الباقية كحرارة ذات درجة حرارة مرتفعة، يُمكن أن تولد مياه ساخنة مضغوطة أوبخار ماء باستخدام مبادل حراري لغاز العادم.

### تبريد المحرك
المحرك المبرد بالهواء والمحرك المبرد بالمياه هما النوعان الأكثر شيوعاً بينالمحركات. تستخدم محركات الاحتراق الداخلي المبردة بالمياه هذه الأيام مانع تجمد. تحتوي بعض المحركات (سواء مبردة بالهواء أو المياه) علىمبرد زيت.
يلزم تبريد المحرك لإزالة الحرارة الزائدة، حيث قد تؤديالحرارة الزائدة إلى تعطل المحرك بسبب تمزق بعض الأجزاء أو تصدعها.

### حساب كمية الغاز المستهلكة
تظهر المعادلة التالية كمية الغاز المطلوبة للمحرك الغازي عند عمله على الحمل الكامل في الظروف العادية.
{\displaystyle Q={\frac {P}{\eta }}\cdot {\frac {1}{LHV_{gas}}}}
حيث:
- {\displaystyle Q} : كمية الغاز المتدفقة في الظروف العادية.
- {\displaystyle {P}} : قدرة المحرك.
- {\displaystyle {\eta }} : الكفاءة الميكانيكية.
- LHV: القيمة الحرارية المنخفضة للغاز (بالإنجليزية: Lower Heating value).

## معرض صور للمحركات الغازية عبر التاريخ

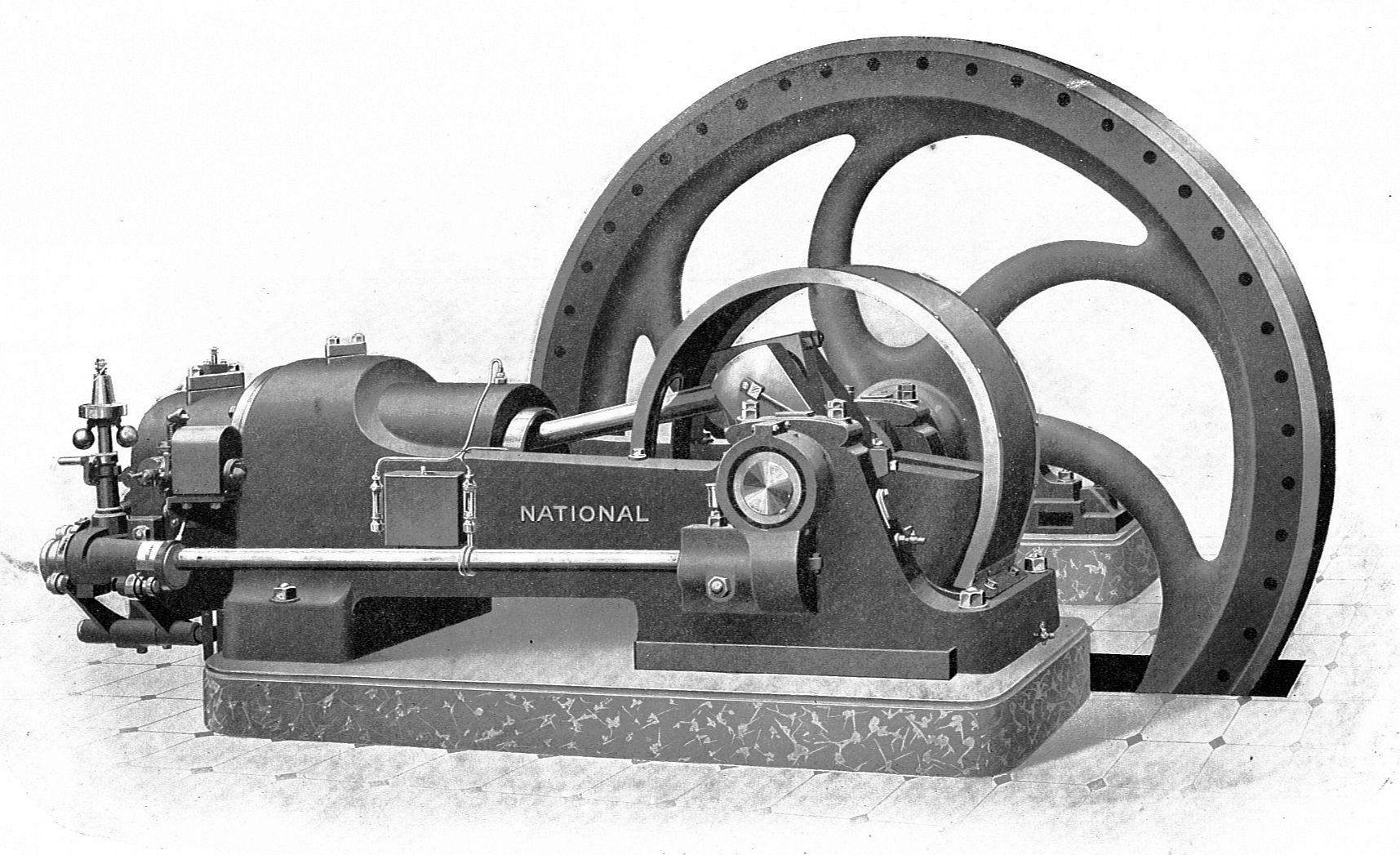
محرك الشركة الوطنية الغازي عام 1905، قدرته 36 حصان.
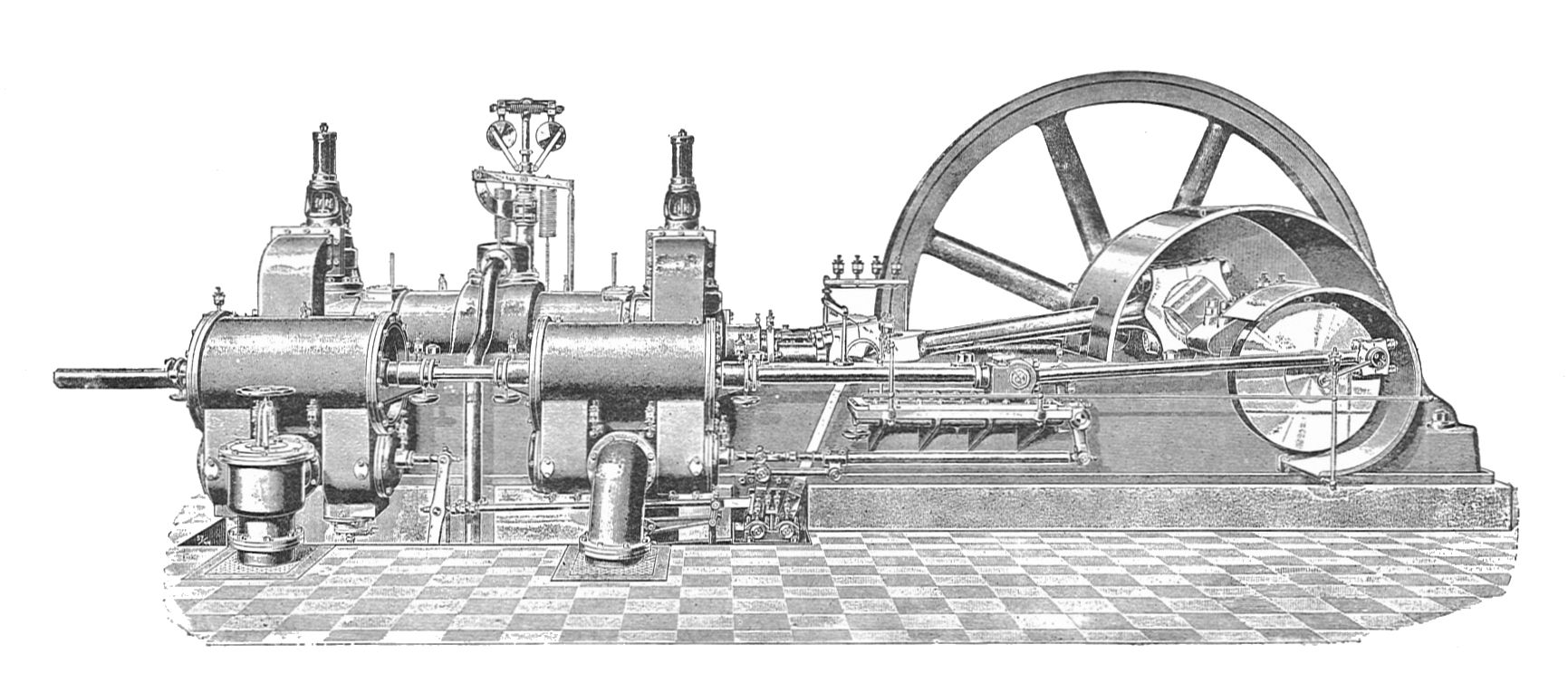
محرك كورتنج الغازي، عام 1903.
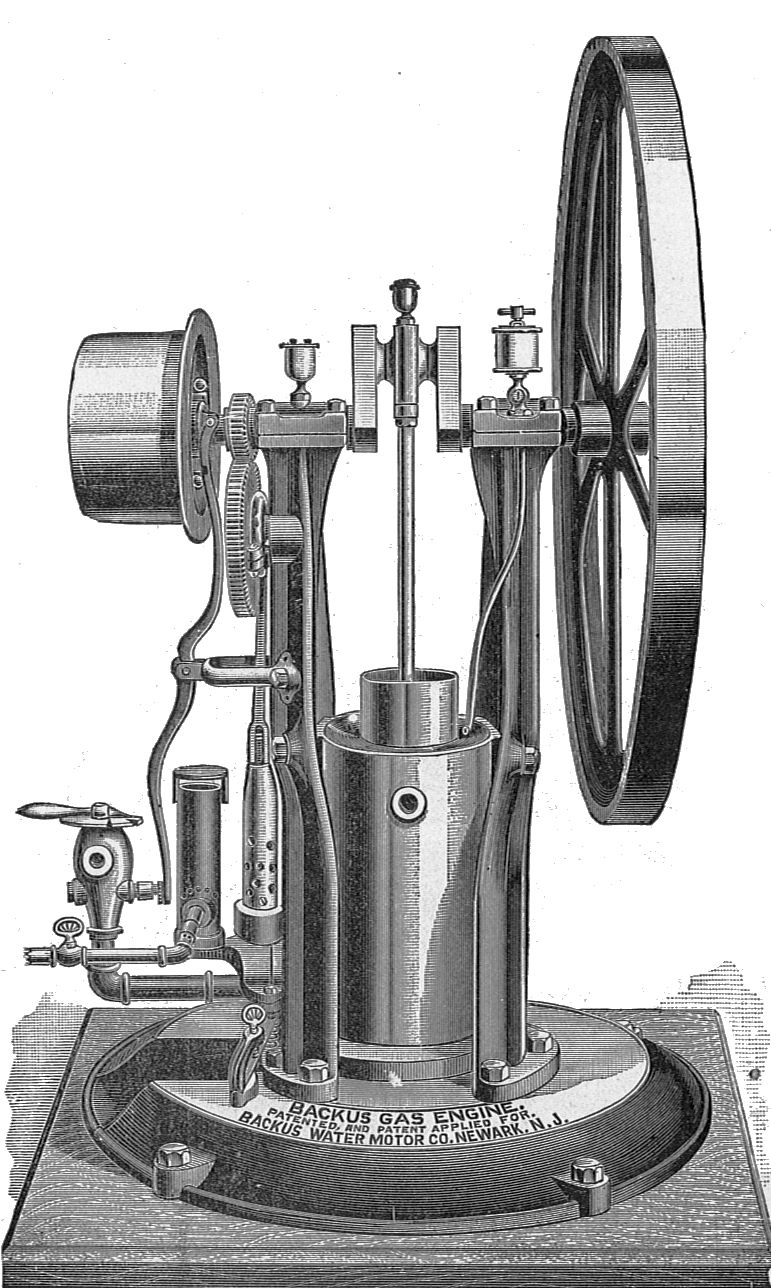
محرك باكس الغازي المستقيم.
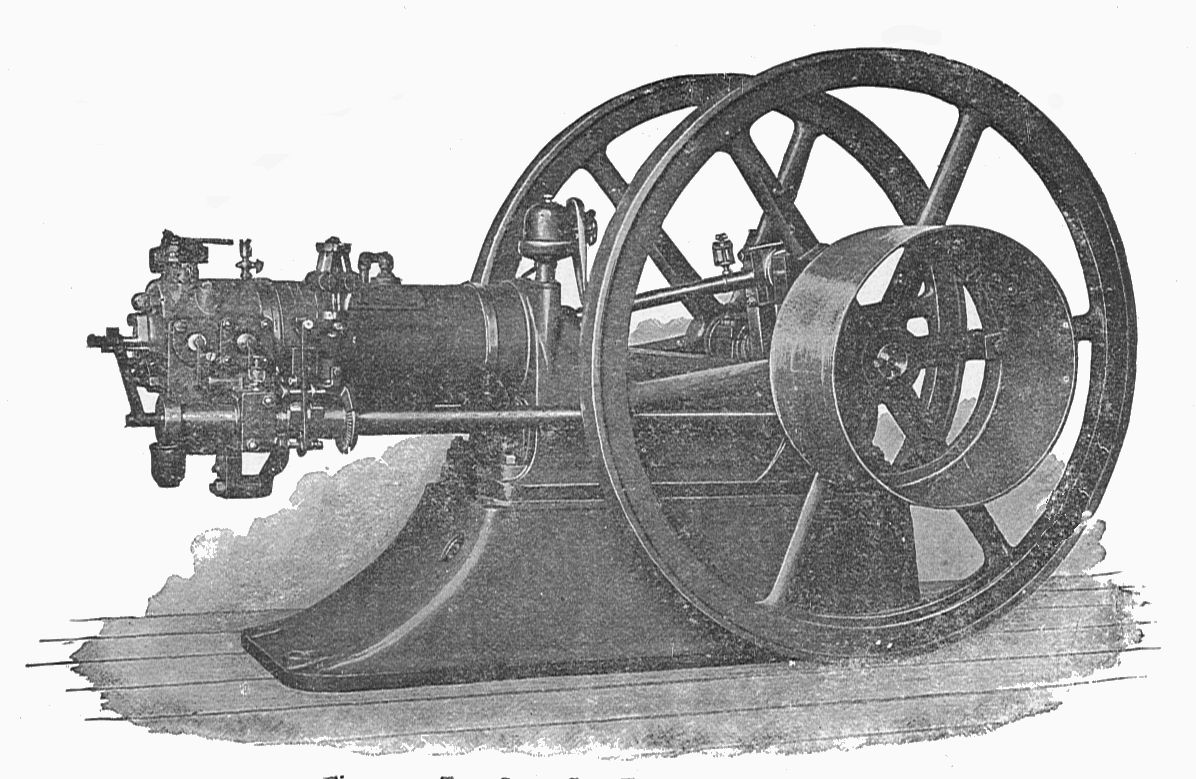
محرك أوتو الغازي الأفقي.
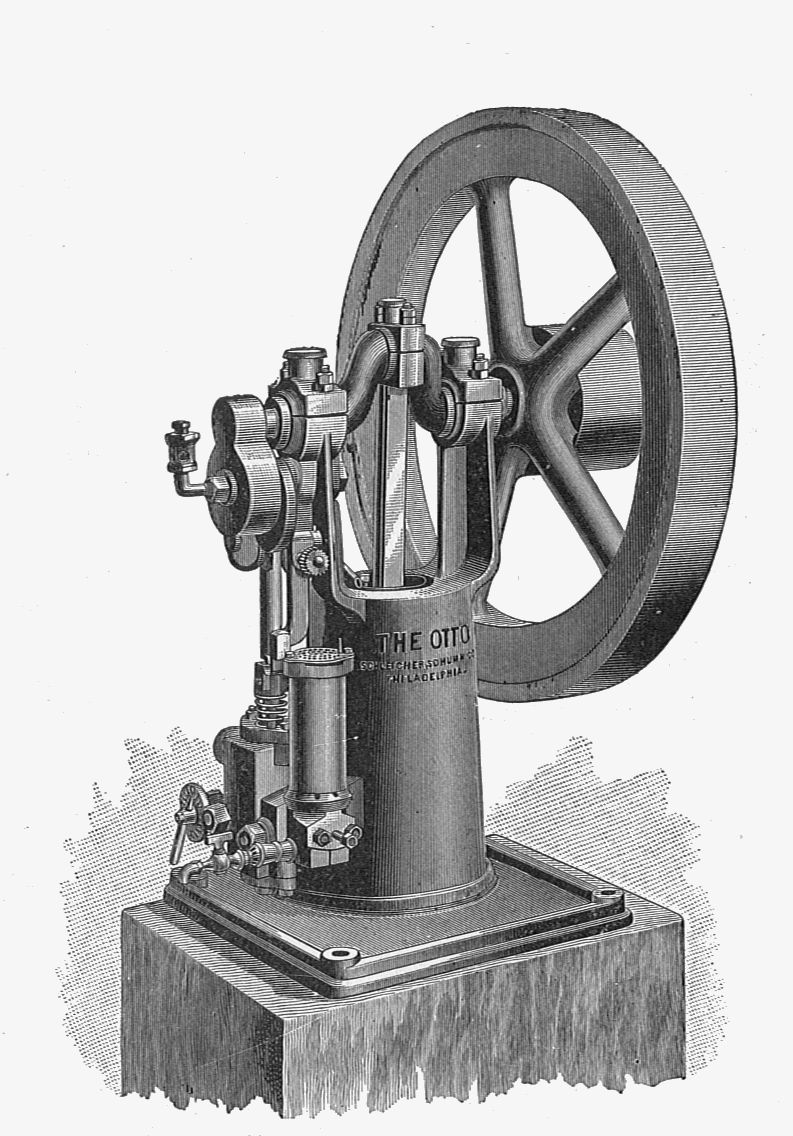
محرك أوتو الغازي العمودي.
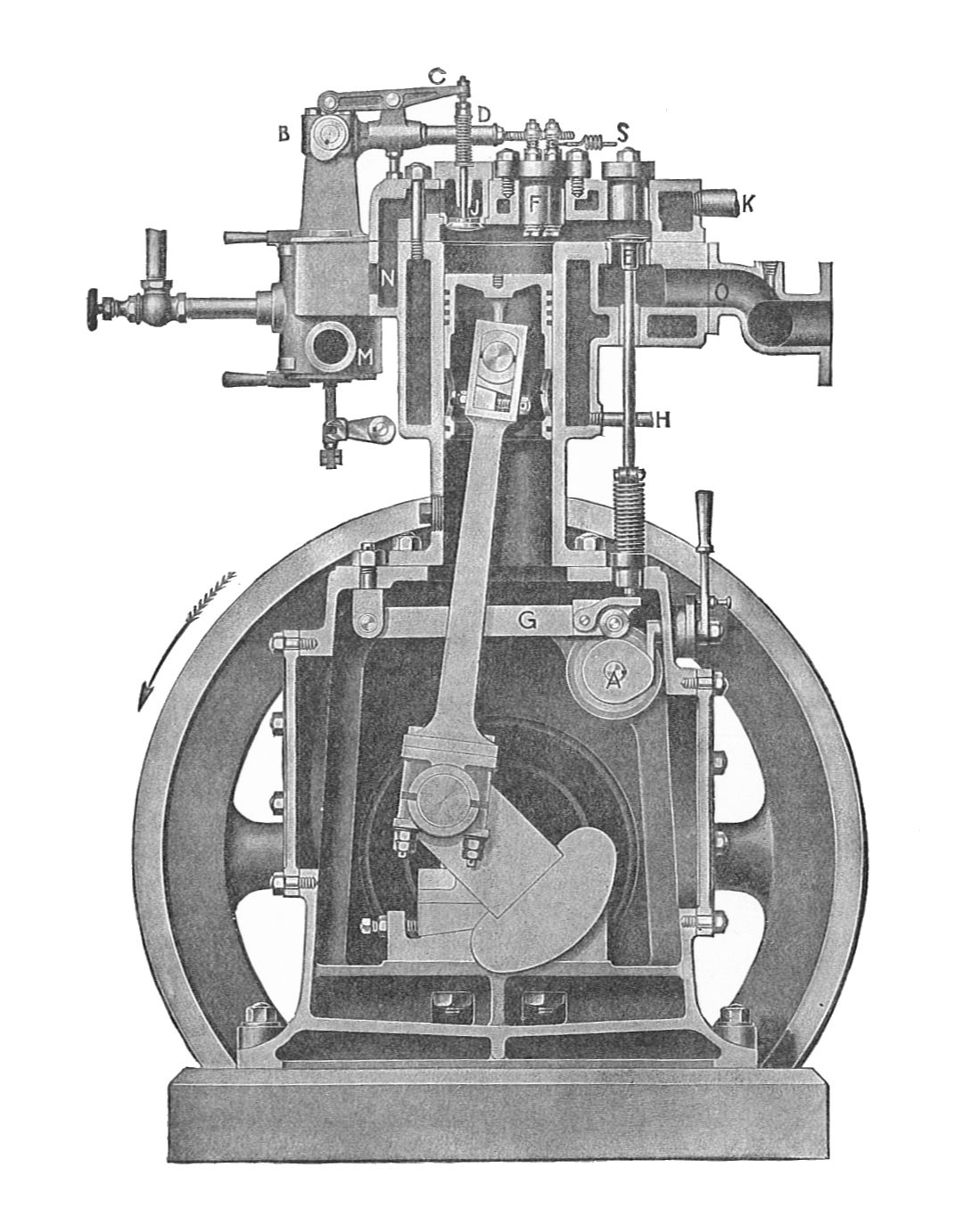
محرك ويستنج هاوس الغازي.
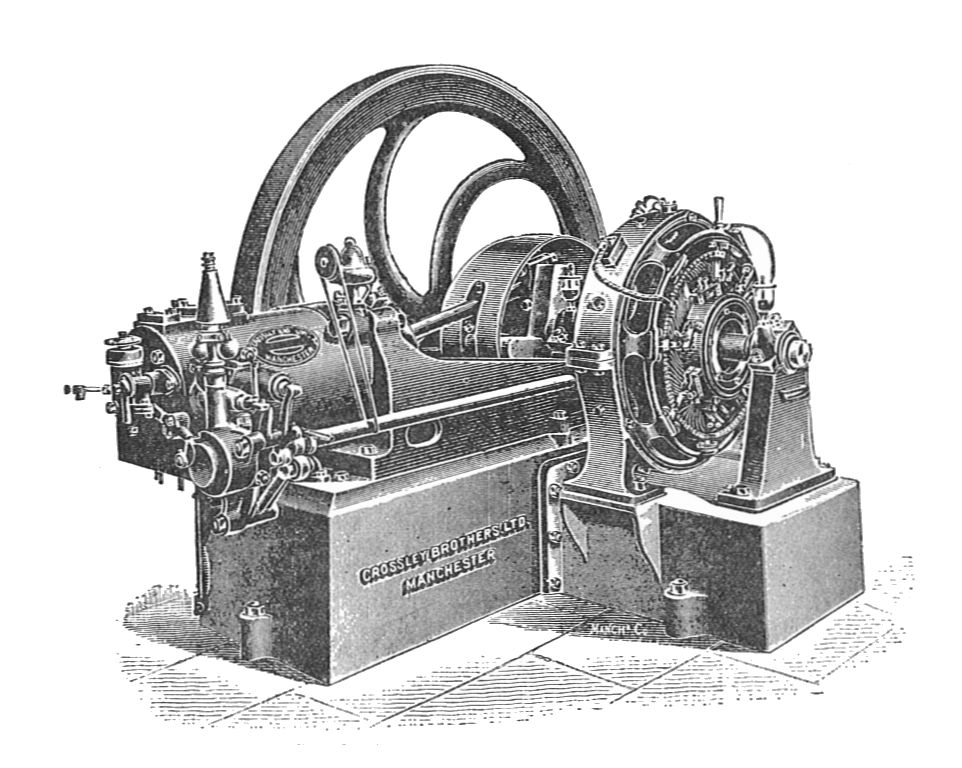
محرك كروسلي الغازي ومولد كهربائي.
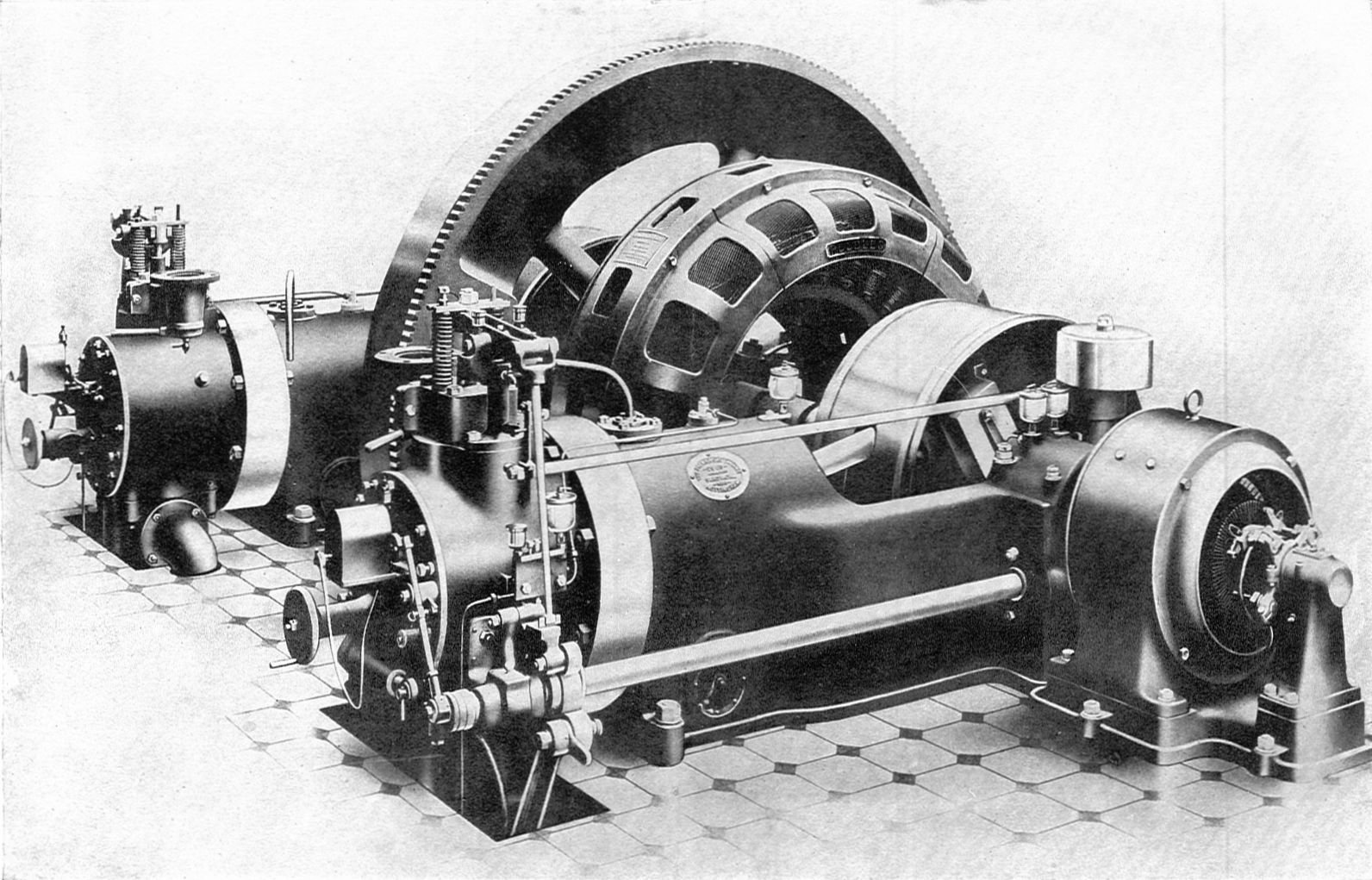
أول محرك غازي مزدوج يُستخدم في مخطة توليد كهرباء.
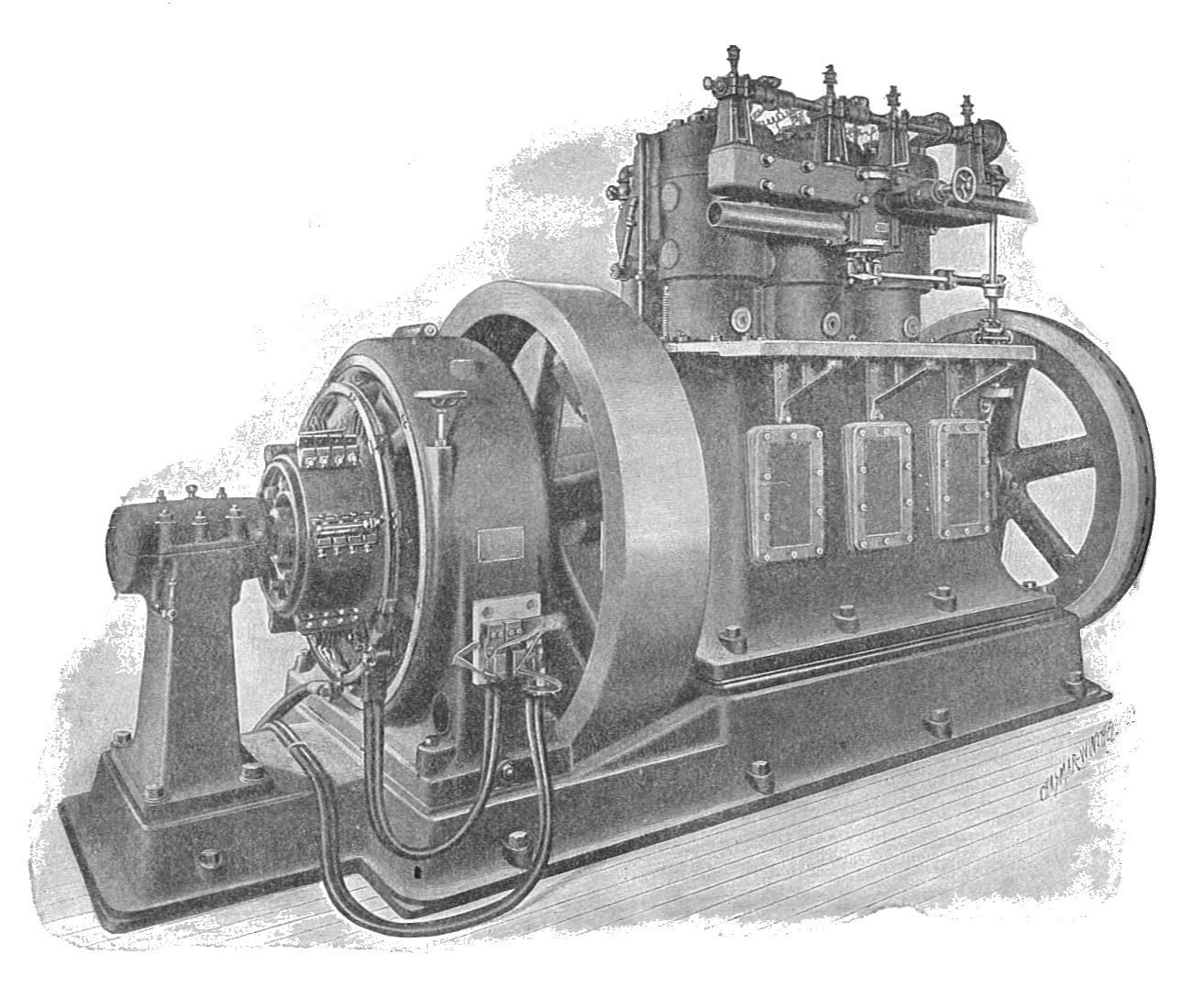
محرك غازي قدرته 125 حصان ومولد كهربائي.
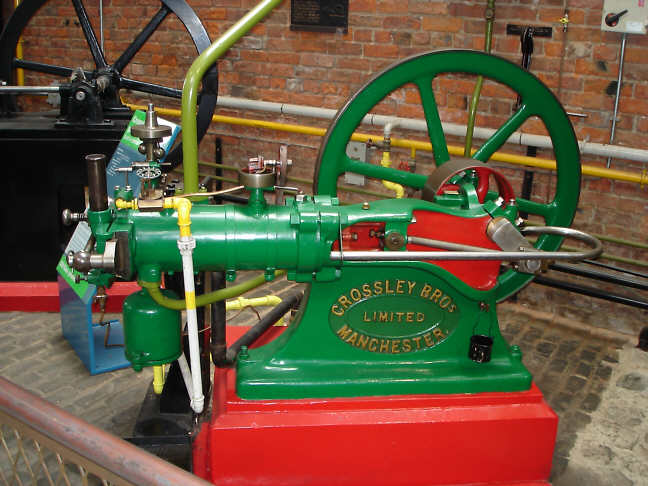
محرك شركة الأخورة كروسلي المحدودة رقم 1886. محرك أحادي الأسطوانة رباعي الأشواط، قدرته 4.5 حصان، وسرعته 160 دورة/دقيقة.
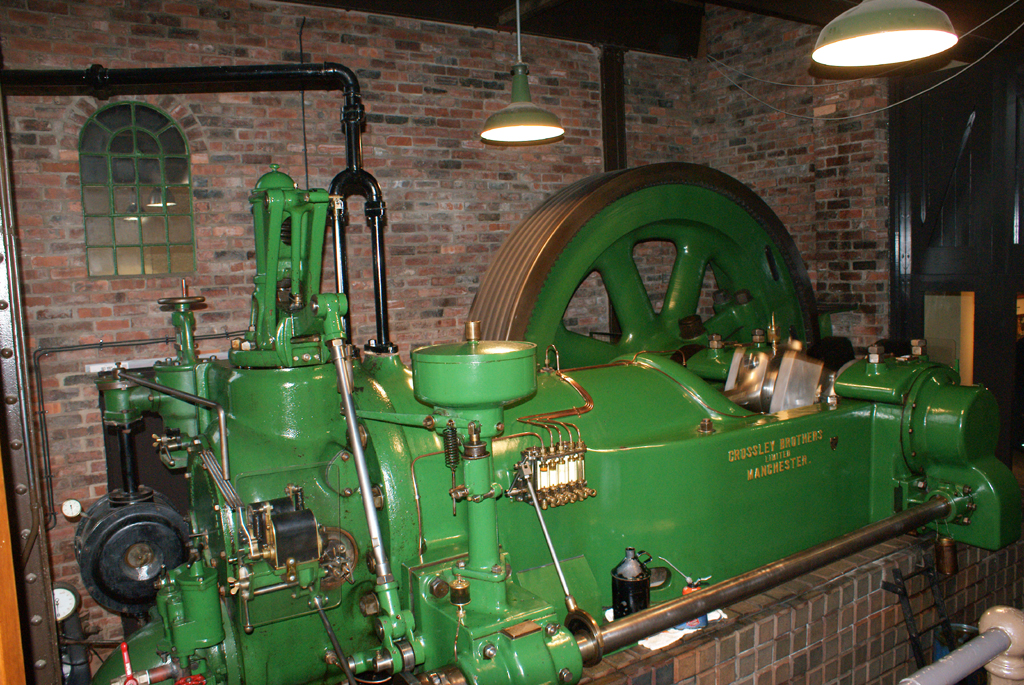
محرك كروسلي الغازي عام 1915 (النوع جي إي 130 رقم75590)، قدرته 150 حصان.
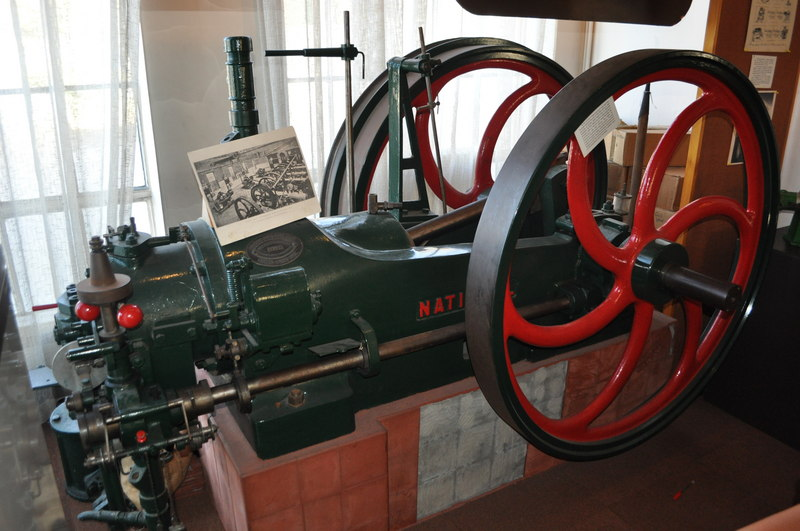
المحرك الغازي الوطني.
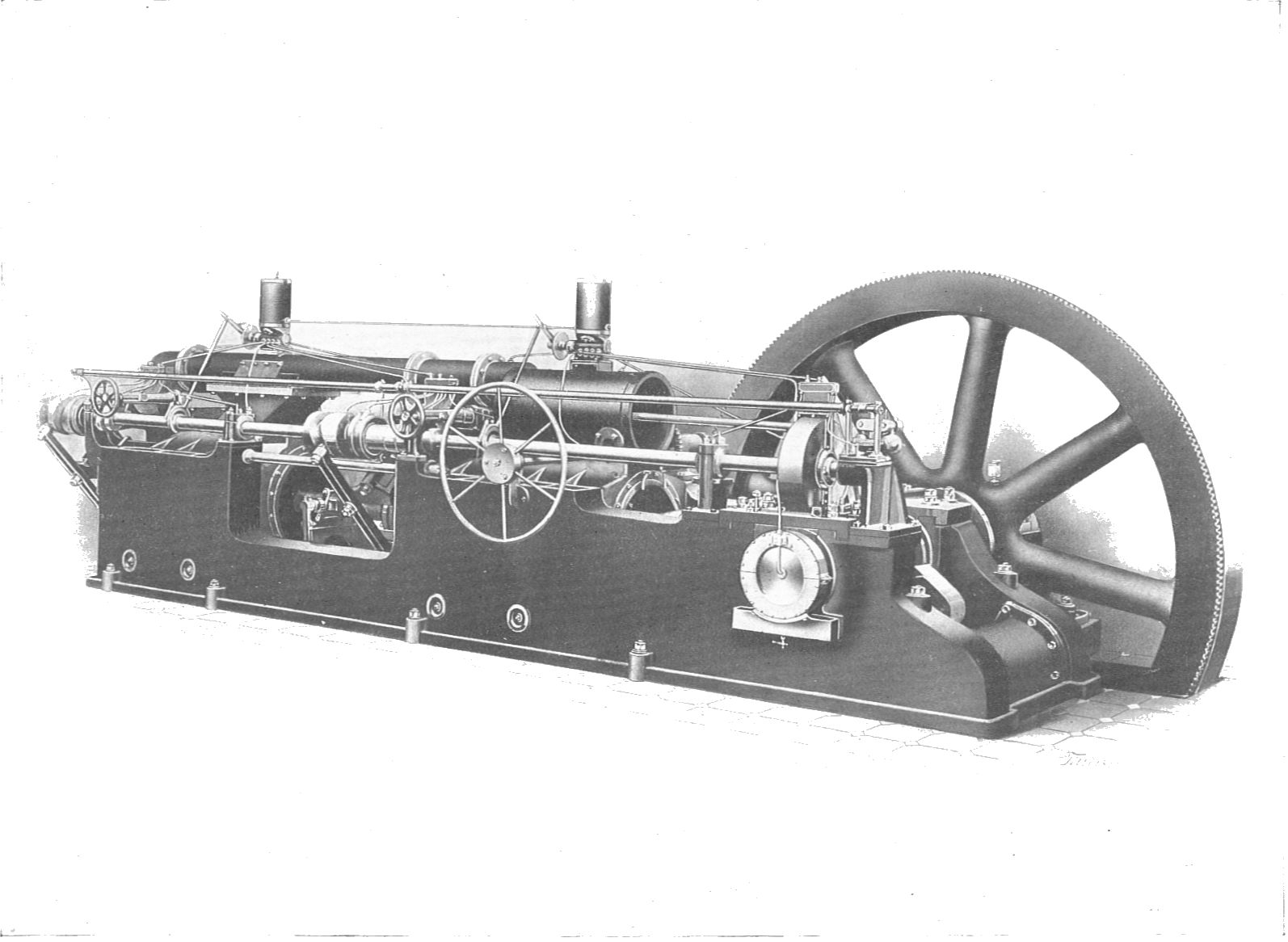
أول محرك غازي مرتفع القدرة يستخدم تنظيف الأسطوانات.
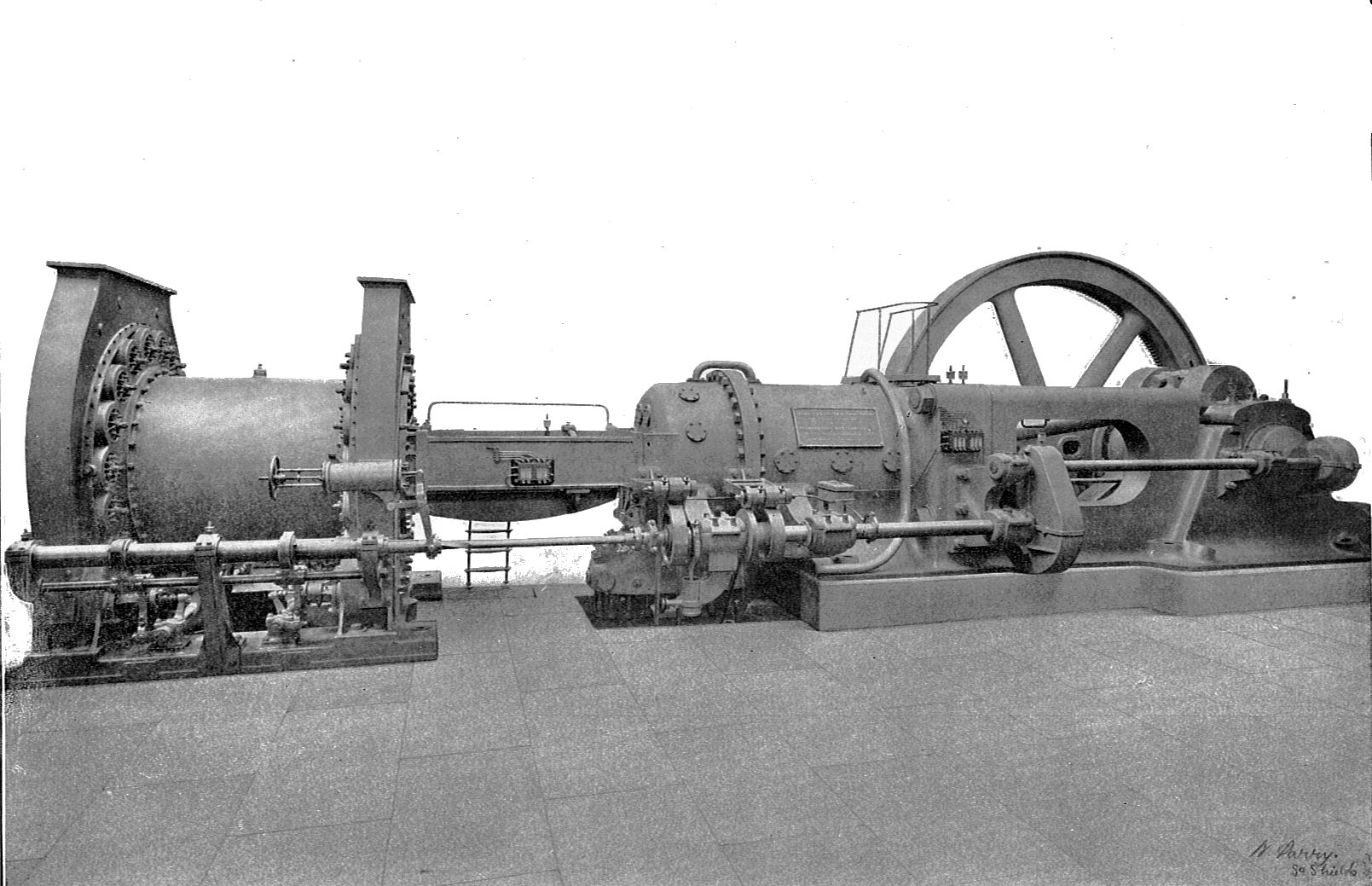
محرك غازي للأفران اللافحة، يستخدم النفخ لتنظيف الأسطوانات.
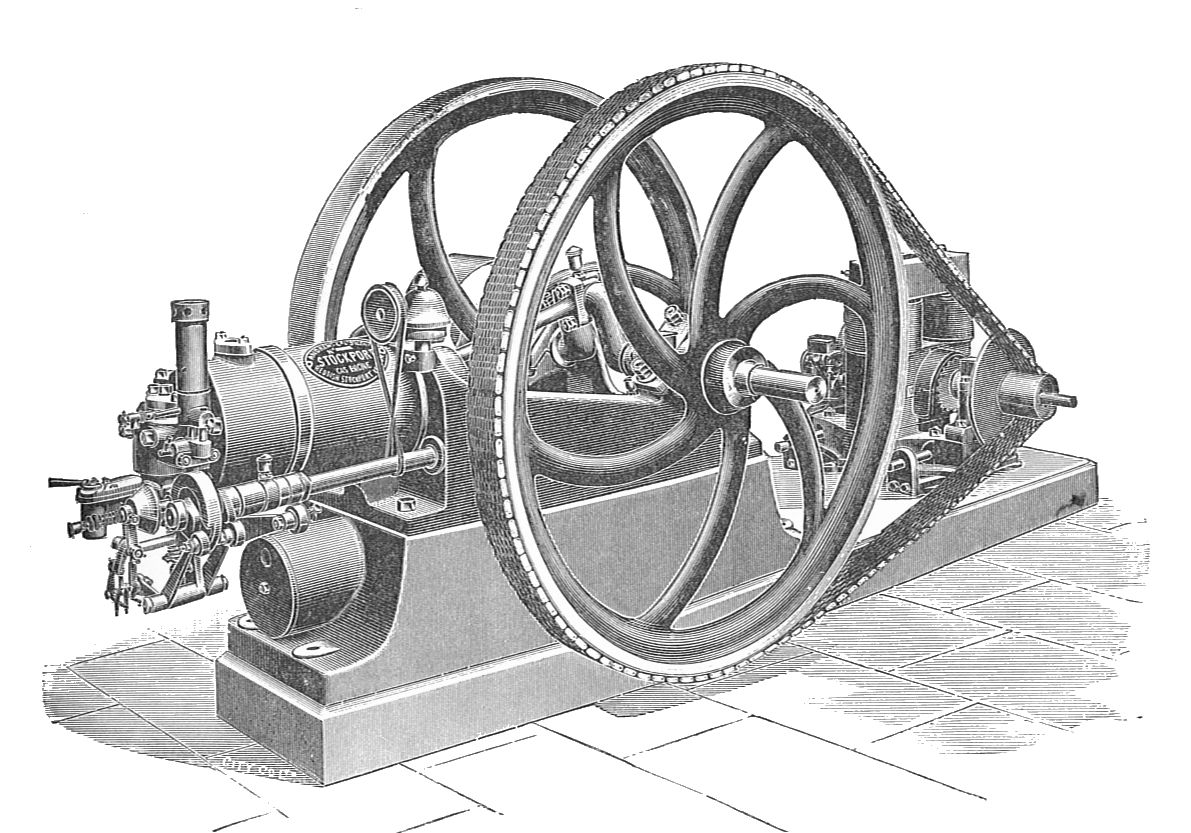
محرك ستوكبرت الغازي ومولد كهربائي مُدار بواسطة سير.

## روابط خارجية
- محرك كروسلي الغازي
- محركات ثابتة قديمة نسخة محفوظة 13 أغسطس 2007 على موقع واي باك مشين.
- محركات قديمة
- مقالات باللغة الإنجليزية عن المحركات الغازية
- مجلة المحرك الغازي، مجلة عن محركات الاحتراق الداخلي التاريخية.